# Quthing
Koordinaten: 30° 24′ S, 27° 43′ O
Quthing (Aussprache: !uˈtʰiŋ), auch Moyeni, ist die Hauptstadt des Distrikts Quthing in Lesotho. Die Bezeichnung Moyeni stammt aus dem Phuthi und bedeutet Ort des Windes.

## Geographie
Quthing ist die südlichste Stadt Lesothos. Im Jahr 2016 hatte die Stadt 27.314 Einwohner. Quthing besteht aus den beiden Stadtteilen Upper Moyeni (mit den Verwaltungsbehörden des Distrikts und dem Krankenhaus) sowie Lower Moyeni, wo die Mehrheit der Einwohner Quthings lebt.

### Bevölkerung und Sprache
In Quthing leben neben Basotho zahlreiche Phuthi, die einem Stamm angehören, der erst im 19. Jahrhundert zum Volk der Basotho gerechnet wurde. Sie sprechen Phuthi, eine Nguni-Sprache (Sesotho: Sephuthi). In Quthing fand 2005 ein von der UNESCO organisierter „Kultureller Sephuthi-Tag“ statt, um die Sprache vor dem Vergessen zu bewahren.

## Geschichte

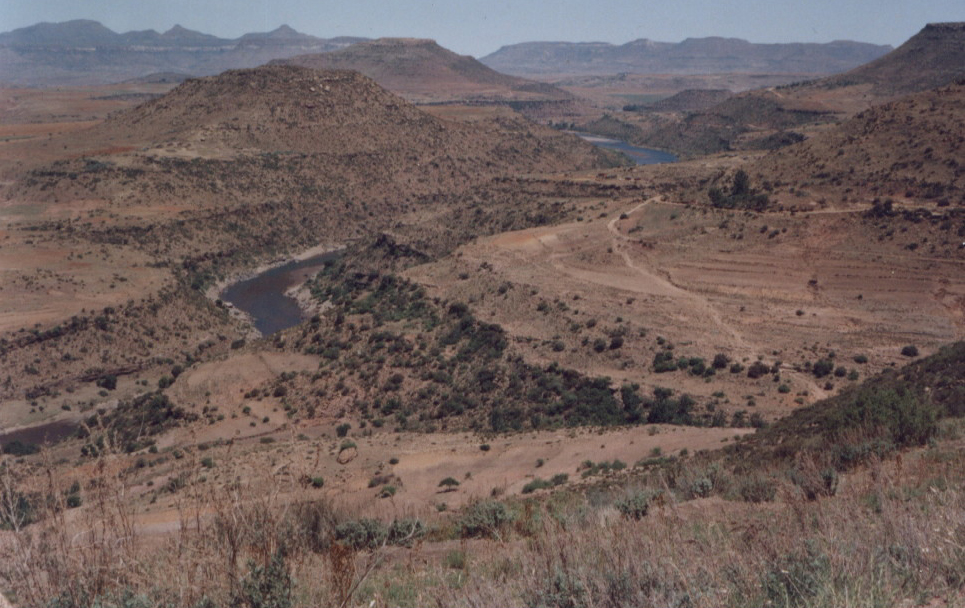
Namensgebender Fluss Quthing (1990)

Die Stadt Quthing wurde als Moyeni gegründet. Als Distrikthauptstadt hatte es die Vorgänger Leloaleng und Alwynskop. 1884 wurde der Magistrat in Moyeni eingerichtet. Erst mit Einführung der Postadressen setzte sich die Bezeichnung Quthing durch. Eigentlich ist dies der Name eines Flusses und einer Missionsstation, die 50 Kilometer weiter südlich liegen.

## Söhne und Töchter der Stadt
- Moses Mosuhli (* 1981), Marathonläufer
- Anna-Katharina Palesa Fecher (* 1988), deutsche Schauspielerin